# Stoelplank
Een stoelplank, ook wel een stoelregel genoemd, is een langs de wand aangebrachte plank om deze te beschermen tegen leuningen van stoelen. Hiermee kan beschadiging van stucwerk of wandbespanning worden voorkomen, maar het kan ook dienen om een geschilderde of behangen muur eenvoudiger schoon te houden. Ten slotte kan het ook een decoratief doel dienen.